# Ekån, Sävarån
Ekån är ett vattendrag i mellersta Västerbotten, Vindelns kommun. Ån är högerbiflöde till Sävarån. Längd cirka 10 kilometer. Ekån rinner upp i Stor-Ekträsket, strömmar förbi byn Ekträsk och mynnar i Lappsjön i Sävarådalen.